# Vuisternens-en-Ogoz
Vuisternens-en-Ogoz é uma comuna da Suíça, no Cantão Friburgo, com cerca de 757 habitantes. Estende-se por uma área de 6,24 km², de densidade populacional de 121 hab/km². Confina com as seguintes comunas: Farvagny, Le Glèbe, Pont-en-Ogoz.
A língua oficial nesta comuna é o Francês.